# Hydrie Hadra

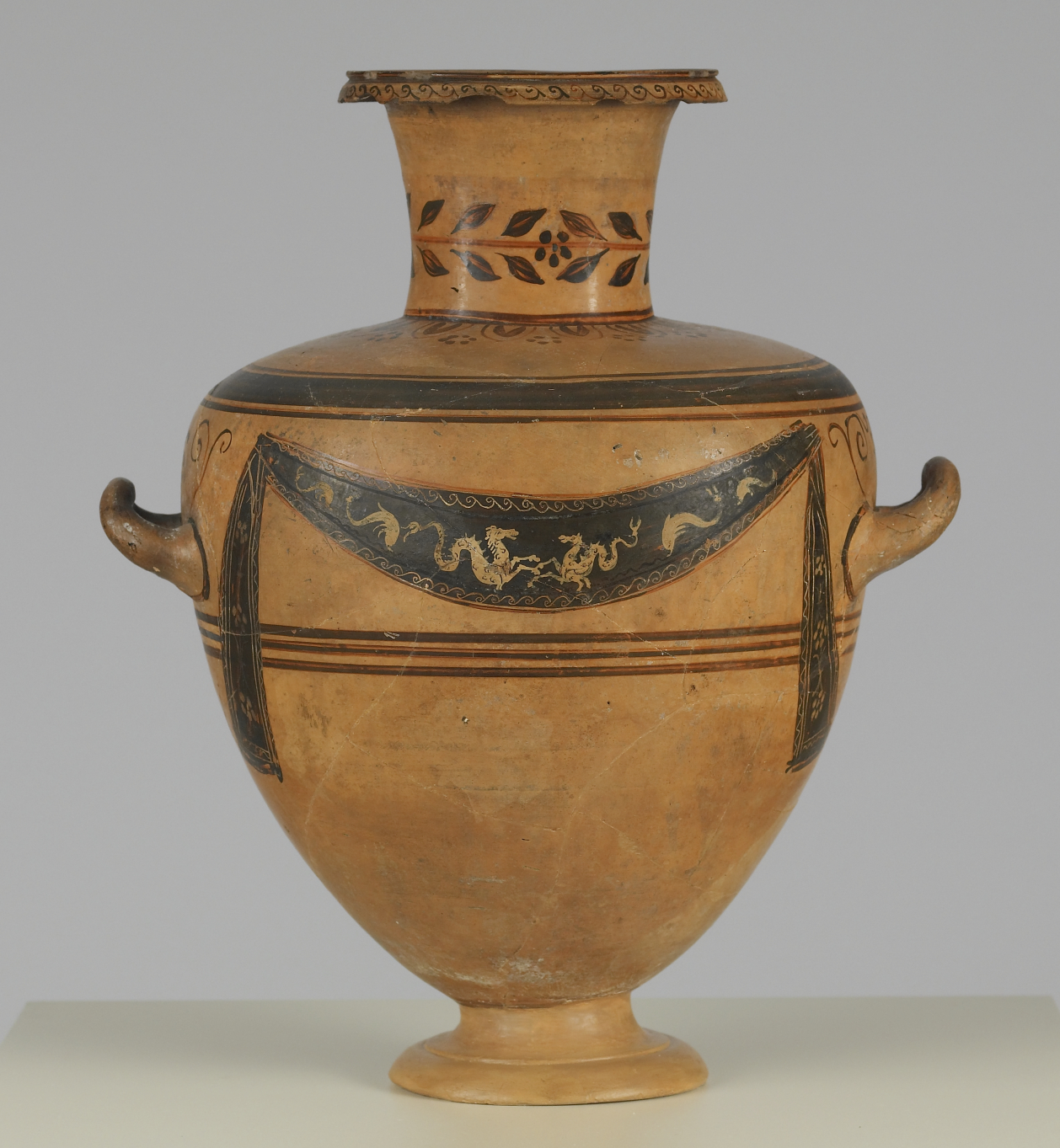
Hydria typu Hadra (Aleksandria, 230 p.n.e.)

Hydrie Hadra – w starożytności grupa naczyń glinianych wytwarzanych na Krecie (w środkowej części wyspy) w okresie hellenistycznym. Najintensywniej produkowano je w drugiej połowie III wieku p.n.e. Według najnowszych badań produkcja trwała do 3. ćwierci I wieku p.n.e.
Nazwa tych naczyń pochodzi od pierwotnego miejsca ich odkrycia, czyli nekropoli Hadra w Aleksandrii, gdzie służyły jako urny. Zapisywano na nich imię zmarłego, dzień i miesiąc jego śmierci, a także imię hellenistycznego króla Egiptu będącego wówczas u władzy.
Hydrie te wyrabiano z dobrze oczyszczonej gliny, a ich cechą charakterystyczną jest dno obniżone poniżej miejsca złączenia ze stopką. Zdobiono je malowidłami o ciemnych barwach na jasnym tle. Częste elementy dekoracyjne stanowią wieńce z liści lauru i bluszczu, girlandy, bukraniony, niekiedy motywy figuralne. 